# Агон
Аго́н (др.-греч. ἀγών) — борьба или состязание у греков и римлян; игры во время религиозных или политических празднеств, например Агоналий.
В греческой мифологии Агон — персонификация состязаний. Его статуя, изображающая мужчину с гантелями в руках, находилась в Олимпии.
От «агона» произошло слово агонизм ряда европейских языков, которым называют постоянное соперничество, состязание художников, скульпторов, живописцев, учёных.

## Виды состязаний
Греки выделяли три типа агонов:
- Различные спортивные соревнования
- Гонки квадриг и скачки
- Музыкальные и другие художественные соревнования

Спортивные состязания известны у греков ещё с доисторических времён; так, например, при осаде Трои в честь павшего Патрокла устраиваются состязания. В историческое время почти каждый значительный город Греции имел свои периодические игры, происхождение которых в основном находится в связи с национальной мифологией.
С VIII века до н. э. четыре агона превратились в настоящие общенациональные празднества; а именно: Олимпийские игры (с 776), Пифийские игры (с 586), Истмийские игры (с 582) и Немейские игры (с 573).
Кроме развития физических сил и мужества, эти Игры содействовали усилению национального самосознания эллинов, так как участие в них строго запрещалось варварам, то есть не эллинам. Победители (гиероники) прославлялись в песнях и увековечивались в произведениях пластики. Олимпийские и Пифийские игры праздновались каждые 4, а Истмийские и Немейские — каждые два года.
В программу спортивных и конных состязаний включались разные дисциплины, например, гимнастика, бег, кулачный бой, борьба, метание диска и копья, гонки на колесницах.
Помимо художественных соревнований в музыке, пении и танцах, на празднествах в честь бога Диониса обязательными были театральные драматические представления.

## Агон в поэтике
В литературе агон — словесный спор, столкновение мнений — композиционный элемент древнеаттической комедии; начало агона — словесные диспуты в трагедиях Еврипида. В комедии — это часть, идущая за пародом и заключающая спор действующих лиц, в котором побеждает лицо, выражающее идею автора. Так, у Аристофана в «Облаках» идёт спор Правды с Кривдой, в «Осах» — Бделиклеона с Филоклеоном о взаимоотношении отца и сына, в «Птицах» Пистетер доказывает законность возвращения утерянных птицами прав на всемирное владычество. Агон в комедии — это композиционный центр, в который стягивается смысловое содержание комедии, отражающей интенсивную динамичность и противоречия жизни.

## Награды
Агоны происходили по предначертанной программе, за соблюдением которой смотрели агонофеты (гелланодики в Олимпии); последние должны были также разбирать возникшие несогласия и присуждать награды, которые состояли в лавровых или оливковых венках, во внесении имени победителей в публичные списки или в различных ценных предметах и денежных суммах.

## Отмена
Со времён Александра Македонского эти состязания постепенно теряют своё национальное значение и распространяются в соседних странах с греческой цивилизацией, например, в Малой Азии, Сирии и Египте, где приобретают характер обыкновенных публичных представлений.
В Риме агоны держались до окончательного торжества христианства. Император Феодосий I Великий их отменил в 394 году, так как они были связаны с языческими праздниками, прославлявшими различных богов.

## Историография
Впервые целенаправленно обратил внимание на данный феномен и ввёл термин «агональный» базельский профессор Я. Буркхардт в своей посмертно опубликованной работе «История греческой культуры».